# Caëstre
Caëstre é uma comuna francesa na região administrativa de Altos da França, no departamento do Norte. Estende-se por uma área de 10.2 km². Em 2010 a comuna tinha 2 049 habitantes (densidade: 200,9 hab./km²).